# Île de l'Hospice
L'île de l'hospice est une île fluviale française de la Marne située sur le territoire communal de Saint-Maurice (Val-de-Marne).